# Scorpiops telbaila
Espèce
Scorpiops telbaila est une espèce de scorpions de la famille des Scorpiopidae.

## Distribution
Cette espèce est endémique du Maharashtra en Inde. Elle se rencontre dans le district de Pune vers Ambawne.

## Description
Le mâle holotype mesure 47,6 mm, les mâles mesurent de 36,4 à 49,4 mm et les femelles de 32,6 à 49,4 mm.

## Étymologie
Son nom d'espèce lui a été donné en référence au lieu de sa découverte, le Telbaila.

## Publication originale
- Sulakhe, Deshpande, Dandekar, Ketkar, Padhye & Bastawade, 2020 : « A new cryptic species of Scorpiops Peters, 1861 (Scorpiones: Scorpiopidae) from the northern Western Ghats, India. » Euscorpius, no 327, p. 1-18 (texte intégral).